# Semiothisa septemlinearia
Semiothisa septemlinearia là một loài bướm đêm trong họ Geometridae.